# ما نمی‌خوابیم
ما نمی‌خوابیم نام برنامه تلویزیونی است که پخش آن از ۱۶ سپتامبر ۲۰۰۶ از شبکه فرانسه ۲ آغاز شده و هر شنبه‌شب در دو بخش و از ساعت ۲۳ آغاز می‌شود هم‌اکنون فصل دهم آن در حال پخش است.